# Neotridactylus achavali
Neotridactylus achavali är en insektsart som beskrevs av Günther, K.K. 1972. Neotridactylus achavali ingår i släktet Neotridactylus och familjen Tridactylidae. Inga underarter finns listade i Catalogue of Life.